# Убий мене, якщо наважишся
«Убий мене, якщо наважишся» (пол. Zabij mnie, kochanie) — польська романтична кінокомедія 2024 року режисера Філіпа Зильбера з Веронікою Ксьонжкевич і Матеушом Банасюком. Цей фільм є польською версією турецької кінострічки 2019 року під назвою «Убий мене, коханий». Прем'єра фільму в Польщі відбулася 13 лютого 2024 року на платформі Netflix.

## Сюжет
Виграш лотерейного білета має серйозні наслідки для подружжя, яке починає планувати, як вбити одне одного, щоб отримати весь приз.

## Акторський склад
- Вероніка Ксьонжкевич — Наталія Розвадовська
- Матеуш Банасюк — Пйотр Розвадовський
- Аґнєшка Вендлоха — Аґата
- Пьотр Роґуцький — Лукаш
- Міколай Рознерський — Кристіан
- Пауліна Ґалонзька — Даґмар
- Мірослав Бака — Богдан
- Дорота Помикала — продавчиня скретч-карт
- Пйотр Ґонсовський — керівник рекламної агенції

## Фільмування
Фільм «Убий мене, якщо наважишся» знімали у Варшаві, столиці Польщі, та в околицях Нового Сонча: у селі Городок-над-Дунайцем (у тому числі в готелі Heron) та в аеропорту Новий Сонч-Лососіна-Дольна.